# Tamás Buday
Tamás Buday (Budapest, 5 luglio 1952) è un ex canoista ungherese naturalizzato canadese.

## Palmarès

### Olimpiadi
- 2 medaglie:
  - 2 bronzi (Montréal 1976 nel C-2 500 m; Montréal 1976 nel C-2 1000 m)

### Mondiali
- 13 medaglie:
  - 4 ori (Belgrado 1978 nel C-2 1000 m; Belgrado 1978 nel C-2 10000 m; Nottingham 1981 nel C-2 10000 m; Tampere 1983 nel C-2 10000 m)
  - 5 argenti (Città del Messico 1974 nel C-2 10000 m; Belgrado 1975 nel C-2 10000 m; Sofia 1977 nel C-2 1000 m; Duisburg 1979 nel C-2 1000 m; Nottingham 1981 nel C-1 1000 m)
  - 4 bronzi (Tampere 1973 nel C-2 10000 m; Sofia 1977 nel C-1 1000 m; Duisburg 1979 nel C-2 10000 m; Belgrado 1982 nel C-2 10000 m)